# 하토야마 야스코
하토야마 야스코(鳩山 安子, 1922년 9월 11일 ~ 2013년 2월 11일)은 전 일본의 외무대신 하토야마 이이치로의 아내이자 전 일본의 총리 하토야마 유키오와 전 일본의 총무대신 하토야마 구니오의 어머니이고, 브리지스톤의 창립자인 이시바시 쇼지로의 딸이다. 하토야마 야스코는 일본 민주당(DPJ)을 설립하는데 재정적인 자금을 지원했다.

## 생애
1922년 브리지스톤의 창업자 이시바시 쇼지로의 장녀로, 일본 후쿠오카현 구루메시에서 태어났다. 중학교 입학을 기에 상경해 도쿄 부립 제2고등여학교, 여자학습원 고등과에 진학하였다. 고등과 재학시에 아버지 쇼지로가 준비한 혼담으로 하토야마 이치로의 장남 하토야마 이이치로와 맞선을 본 후, 1942년에 데이코쿠 호텔에서 대대적으로 식을 올려 결혼하였다. 1993년에 남편 이이치로가 사망한 후, 1994년에 일본 유아이 청년 협회 이사장으로 취임했다. 2009년, 아들 하토야마 유키오 대한 위장 헌금 문제로 검찰로부터 조사를 받았다. 2009년 12월 2일, 건강 문제로 병원에 긴급 입원하였다. 만년은 성루가 병원 부속의 노인 시설에 입주해 노후를 보냈다.
2013년 2월 11일, 다장기 부전에 의해 도쿄도내의 병원에서 사망하였다.

## 가계도
|                 |                 |                 |                 | 하토야마 하루코 | 하토야마 하루코 | 하토야마 하루코 | 하토야마 하루코 | 하토야마 하루코 | 하토야마 하루코 |                 |                 |                 |                 |                   |                   | 하토야마 가즈오   | 하토야마 가즈오   | 하토야마 가즈오   | 하토야마 가즈오   | 하토야마 가즈오   | 하토야마 가즈오   |                 |                 |                 |                 |  |  |                 |                 |                 |                 |                 |                 |               |               |               |               |               |               |                 |                 |                 |                 |                 |                 |  |  |  |  |
|                 |                 |                 |                 | 하토야마 하루코 | 하토야마 하루코 | 하토야마 하루코 | 하토야마 하루코 | 하토야마 하루코 | 하토야마 하루코 |                 |                 |                 |                 |                   |                   | 하토야마 가즈오   | 하토야마 가즈오   | 하토야마 가즈오   | 하토야마 가즈오   | 하토야마 가즈오   | 하토야마 가즈오   |                 |                 |                 |                 |  |  |                 |                 |                 |                 |                 |                 |               |               |               |               |               |               |                 |                 |                 |                 |                 |                 |  |  |  |  |
|                 |                 |                 |                 |                 |                 |                 |                 |                 |                 |                 |                 |                 |                 |                   |                   |                   |                   |                   |                   |                   |                   |                 |                 |                 |                 |  |  |                 |                 |                 |                 |                 |                 |               |               |               |               |               |               |                 |                 |                 |                 |                 |                 |  |  |  |  |
|                 |                 |                 |                 |                 |                 |                 |                 |                 |                 |                 |                 |                 |                 |                   |                   |                   |                   |                   |                   |                   |                   |                 |                 |                 |                 |  |  |                 |                 |                 |                 |                 |                 |               |               |               |               |               |               |                 |                 |                 |                 |                 |                 |  |  |  |  |
|                 |                 |                 |                 | 하토야마 가오루 | 하토야마 가오루 | 하토야마 가오루 | 하토야마 가오루 | 하토야마 가오루 | 하토야마 가오루 |                 |                 |                 |                 |                   |                   | 하토야마 이치로   | 하토야마 이치로   | 하토야마 이치로   | 하토야마 이치로   | 하토야마 이치로   | 하토야마 이치로   |                 |                 |                 |                 |  |  |                 |                 |                 |                 |                 |                 |               |               |               |               |               |               |                 |                 |                 |                 |                 |                 |  |  |  |  |
|                 |                 |                 |                 | 하토야마 가오루 | 하토야마 가오루 | 하토야마 가오루 | 하토야마 가오루 | 하토야마 가오루 | 하토야마 가오루 |                 |                 |                 |                 |                   |                   | 하토야마 이치로   | 하토야마 이치로   | 하토야마 이치로   | 하토야마 이치로   | 하토야마 이치로   | 하토야마 이치로   |                 |                 |                 |                 |  |  |                 |                 |                 |                 |                 |                 |               |               |               |               |               |               |                 |                 |                 |                 |                 |                 |  |  |  |  |
|                 |                 |                 |                 |                 |                 |                 |                 |                 |                 |                 |                 |                 |                 |                   |                   |                   |                   |                   |                   |                   |                   |                 |                 |                 |                 |  |  |                 |                 |                 |                 |                 |                 |               |               |               |               |               |               |                 |                 |                 |                 |                 |                 |  |  |  |  |
|                 |                 |                 |                 |                 |                 |                 |                 |                 |                 |                 |                 |                 |                 |                   |                   |                   |                   |                   |                   |                   |                   |                 |                 |                 |                 |  |  |                 |                 |                 |                 |                 |                 |               |               |               |               |               |               |                 |                 |                 |                 |                 |                 |  |  |  |  |
|                 |                 |                 |                 | 하토야마 야스코 | 하토야마 야스코 | 하토야마 야스코 | 하토야마 야스코 | 하토야마 야스코 | 하토야마 야스코 |                 |                 |                 |                 |                   |                   | 하토야마 이이치로 | 하토야마 이이치로 | 하토야마 이이치로 | 하토야마 이이치로 | 하토야마 이이치로 | 하토야마 이이치로 |                 |                 |                 |                 |  |  |                 |                 |                 |                 |                 |                 |               |               |               |               |               |               |                 |                 |                 |                 |                 |                 |  |  |  |  |
|                 |                 |                 |                 | 하토야마 야스코 | 하토야마 야스코 | 하토야마 야스코 | 하토야마 야스코 | 하토야마 야스코 | 하토야마 야스코 |                 |                 |                 |                 |                   |                   | 하토야마 이이치로 | 하토야마 이이치로 | 하토야마 이이치로 | 하토야마 이이치로 | 하토야마 이이치로 | 하토야마 이이치로 |                 |                 |                 |                 |  |  |                 |                 |                 |                 |                 |                 |               |               |               |               |               |               |                 |                 |                 |                 |                 |                 |  |  |  |  |
|                 |                 |                 |                 |                 |                 |                 |                 |                 |                 |                 |                 |                 |                 |                   |                   |                   |                   |                   |                   |                   |                   |                 |                 |                 |                 |  |  |                 |                 |                 |                 |                 |                 |               |               |               |               |               |               |                 |                 |                 |                 |                 |                 |  |  |  |  |
|                 |                 |                 |                 |                 |                 |                 |                 |                 |                 |                 |                 |                 |                 |                   |                   |                   |                   |                   |                   |                   |                   |                 |                 |                 |                 |  |  |                 |                 |                 |                 |                 |                 |               |               |               |               |               |               |                 |                 |                 |                 |                 |                 |  |  |  |  |
| 이노우에 가즈코 | 이노우에 가즈코 | 이노우에 가즈코 | 이노우에 가즈코 | 이노우에 가즈코 | 이노우에 가즈코 |                 |                 | 하토야마 미유키 | 하토야마 미유키 | 하토야마 미유키 | 하토야마 미유키 | 하토야마 미유키 | 하토야마 미유키 |                   |                   |                   |                   |                   |                   | 하토야마 유키오   | 하토야마 유키오   | 하토야마 유키오 | 하토야마 유키오 | 하토야마 유키오 | 하토야마 유키오 |  |  | 하토야마 에밀리 | 하토야마 에밀리 | 하토야마 에밀리 | 하토야마 에밀리 | 하토야마 에밀리 | 하토야마 에밀리 |               |               |               |               |               |               | 하토야마 구니오 | 하토야마 구니오 | 하토야마 구니오 | 하토야마 구니오 | 하토야마 구니오 | 하토야마 구니오 |  |  |  |  |
| 이노우에 가즈코 | 이노우에 가즈코 | 이노우에 가즈코 | 이노우에 가즈코 | 이노우에 가즈코 | 이노우에 가즈코 |                 |                 | 하토야마 미유키 | 하토야마 미유키 | 하토야마 미유키 | 하토야마 미유키 | 하토야마 미유키 | 하토야마 미유키 |                   |                   |                   |                   |                   |                   | 하토야마 유키오   | 하토야마 유키오   | 하토야마 유키오 | 하토야마 유키오 | 하토야마 유키오 | 하토야마 유키오 |  |  | 하토야마 에밀리 | 하토야마 에밀리 | 하토야마 에밀리 | 하토야마 에밀리 | 하토야마 에밀리 | 하토야마 에밀리 |               |               |               |               |               |               | 하토야마 구니오 | 하토야마 구니오 | 하토야마 구니오 | 하토야마 구니오 | 하토야마 구니오 | 하토야마 구니오 |  |  |  |  |
|                 |                 |                 |                 |                 |                 |                 |                 |                 |                 |                 |                 |                 |                 |                   |                   |                   |                   |                   |                   |                   |                   |                 |                 |                 |                 |  |  |                 |                 |                 |                 |                 |                 |               |               |               |               |               |               |                 |                 |                 |                 |                 |                 |  |  |  |  |
|                 |                 |                 |                 |                 |                 |                 |                 |                 |                 |                 |                 |                 |                 | 하토야마 기이치로 | 하토야마 기이치로 | 하토야마 기이치로 | 하토야마 기이치로 | 하토야마 기이치로 | 하토야마 기이치로 |                   |                   |                 |                 |                 |                 |  |  |                 |                 |                 |                 |                 |                 | 하토야마 다로 | 하토야마 다로 | 하토야마 다로 | 하토야마 다로 | 하토야마 다로 | 하토야마 다로 |                 |                 |                 |                 |                 |                 |  |  |  |  |